# João Rodarte
João Rodarte (Passos, 24 de junho de 1951) é um jornalista brasileiro. É sócio e fundador da CDN Comunicação. Rodarte foi diretor nas Secretarias de Comunicação e Cultura do Estado de São Paulo e chefiou a assessoria do Presidente Fernando Henrique Cardoso.

## Biografia
João Rodarte é jornalista formado em 1978 pela Universidade de São Paulo, que concedeu a ele nos anos de 2004 e 2007 o Prêmio USP de Comunicação Corporativa por sua trajetória profissional. Rodarte trabalhou com o Governador André Franco Montoro exercendo o cargo de diretor nas Secretarias de Comunicação e Cultura. De 1984 a 1987 chefiou a assessoria do Presidente Fernando Henrique Cardoso. Atualmente é presidente do Grupo CDN, que fundou em 1987. O jornalista foi fundador e primeiro presidente da Abracom (Associação Brasileira das Agências de Comunicação), onde hoje atua como conselheiro. Também participa do conselho da Aberje (Associação Brasileira de Comunicação Empresarial), que o premiou, em 2007, como personalidade do Ano em Comunicação Empresarial. Faz parte do conselho da Fundação Escola de Comércio Álvares Penteado, além de ser membro do Business Affairs da AMCHAM (Câmara Americana de Comércio).

## Vida Pessoal
João Rodarte é casado com Silvia K. Rodarte e possui dois filhos.